# Lamprocryptus thoracalis
Lamprocryptus thoracalis là một loài tò vò trong họ Ichneumonidae.